# Плитвички Врх
Плитвички Врх (словен. Plitvički Vrh) је насељено место у општини Горња Радгона, Помурска регија, Словенија.

## Историја
До територијалне реорганизације у Словенији био је у саставу старе општине Горња Радгона.

## Становништво
У попису становништва из 2011. године, Плитвички Врх је имао 179 становника.
| Број становника према пописима | Број становника према пописима | Број становника према пописима |
| ------------------------------ | ------------------------------ | ------------------------------ |
| 1991                           | 2002                           | 2011                           |
| 162                            | 168                            | 179                            |